# Urucurituba
Urucurituba est une municipalité brésilienne de l'État d'Amazonas .

## Personnalités liées
- Serafina Cinque (1913-1988), religieuse brésilienne née à Urucurituba, enseignante et infirmière en Amazonie, vénérable catholique.